# Jani Sullanmaa
Jani Sullanmaa (ur. 19 grudnia 1981 w Hyvinkää) – fiński curler, wicemistrz olimpijski z Turynu z 2006.

## Udział w zawodach międzynarodowych

### Kariera juniorska
| Rok  | Impreza                                             | Miejsce    | Skip drużyny   | Pozycja | Miejsce    |
| ---- | --------------------------------------------------- | ---------- | -------------- | ------- | ---------- |
| 2002 | Mistrzostwa Świata Juniorów grupy B w Curlingu 2002 | Hügelsheim | Tuomas Vuori   | drugi   | 6. miejsce |
| 2003 | Mistrzostwa Świata Juniorów grupy B w Curlingu 2003 | Tårnby     | Tuomas Vuori   | trzeci  | 2. miejsce |
| 2003 | Mistrzostwa Świata Juniorów w Curlingu 2003         | Flims      | Tuomas Vuori   | trzeci  | 9. miejsce |
| 2009 | Zimowa Uniwersjada 2009                             | Harbin     | Jani Sullanmaa | skip    | 9. miejsce |

### Kariera seniorska
| Rok  | Impreza                                     | Miejsce                | Skip drużyny           | Pozycja   | Miejsce     |
| ---- | ------------------------------------------- | ---------------------- | ---------------------- | --------- | ----------- |
| 2003 | Mistrzostwa Europy w Curlingu 2003          | Courmayeur             | Wille Mäkelä           | drugi     | 9. miejsce  |
| 2005 | Mistrzostwa Europy w Curlingu 2003          | Garmisch-Partenkirchen | Markku Uusipaavalniemi | rezerwowy | 8. miejsce  |
| 2006 | Zimowe Igrzyska Olimpijskie 2006            | Turyn                  | Markku Uusipaavalniemi | rezerwowy | 2. miejsce  |
| 2006 | Mistrzostwa Świata Mężczyzn w Curlingu 2006 | Lowell                 | Markku Uusipaavalniemi | drugi     | 5. miejsce  |
| 2006 | Mistrzostwa Europy w Curlingu 2006          | Bazylea                | Markku Uusipaavalniemi | drugi     | 6. miejsce  |
| 2007 | Mistrzostwa Świata Mężczyzn w Curlingu 2007 | Edmonton               | Markku Uusipaavalniemi | drugi     | 6. miejsce  |
| 2007 | Mistrzostwa Europy w Curlingu 2007          | Füssen                 | Kalle Kiiskinen        | trzeci    | 9. miejsce  |
| 2008 | Mistrzostwa Europy w Curlingu 2008          | Örnsköldsvik           | Kalle Kiiskinen        | trzeci    | 11. miejsce |
| 2009 | Mistrzostwa Świata Mężczyzn w Curlingu 2009 | Moncton                | Kalle Kiiskinen        | drugi     | 12. miejsce |
| 2012 | Mistrzostwa Europy w Curlingu 2012          | Karlstad               | Aku Kauste             | trzeci    | 11. miejsce |
| 2013 | Mistrzostwa Świata Mężczyzn w Curlingu 2013 | Moncton                | Aku Kauste             | trzeci    | 12. miejsce |